# Linux Standard Base

Schemat obrazujący założenia i cele projektu

Linux Standard Base (LSB) – projekt mający na celu zniwelowanie różnic między dystrybucjami Linuksa poprzez wyznaczenie wspólnych standardów. 1 listopada 2005 r. specyfikacja LSB w wersji 2.0.1 stała się standardem ISO 23360.
LSB postawiło sobie za cel stworzenie i wypromowanie binarnych standardów, które rozszerzą kompatybilność pomiędzy różnymi dystrybucjami Linuksa (i innych wolnych systemów operacyjnych klasy Unix), co umożliwi twórcom oprogramowania pisanie (lub przenoszenie) pod Linuksa oprogramowania bez ponoszenia dodatkowych nakładów finansowych na dostosowanie go do specyfiki kilku dystrybucji. Dodatkowo mniej popularne dystrybucje (których obsługa jest często zaniedbywana) będą mogły korzystać z oprogramowania, jeśli ich twórcy zadbają o dostosowanie ich do LSB.